# Ochthebius interruptus
Ochthebius interruptus är en skalbaggsart som beskrevs av Leconte 1852. Ochthebius interruptus ingår i släktet Ochthebius och familjen vattenbrynsbaggar. Inga underarter finns listade i Catalogue of Life.